# Naudero
Naudero  (en urdu: نوڈیرو‎) es una localidad de Pakistán, en la provincia de Sindh.

## Demografía
Según estimación 2010 contaba con 28670 habitantes.